# Тополовград
Тополовград (болг. Тополовград) — город в Болгарии. Находится в Хасковской области, входит в общину Тополовград. Население составляет 4927 человек (2022).

## Политическая ситуация
Кмет (мэр) общины Тополовград — Евтимия Петрова Карачолова (Зелёные) по результатам выборов в правление общины.